# Pont Navarro
Pour les articles homonymes, voir Navarro.
Le pont Navarro est situé à Honda, en Colombie. Il franchit le río Magdalena. Sa construction dure de 1894 à 1898. Réalisé par Bernardo Navarro Bohórquez, il s'agit du premier pont métallique de Colombie et d'Amérique du Sud.

## Historique

### Projet de pont
Le 27 août 1892, via la loi no 6, le Congrès colombien autorise le gouvernement de Miguel Antonio Caro, à bâtir un pont en fer sur le río Magdalena. La construction est sous la responsabilité de Bernardo Navarro Bohórquez par le biais d'une concession avec l'instauration d'un système de péage pour 99 ans. Navarro Bohórquez s'inspire de son précédent voyage en Europe pour réaliser le premier pont métallique de Colombie et d'Amérique du Sud.

### Construction
La construction du pont Navarro débute le 13 juin 1894 et se termine le 24 décembre 1898. Il est inauguré le 16 janvier 1899, date à laquelle Bernardo Navarro Bohórquez fête ses 52 ans. La structure métallique du pont est acquise par la San Francisco Bridge Company de New York grâce aux efforts déployés par Norman J. Nichols.
Le prix du pont a été estimé à cent mille pesos oro américains.

### Exploitation
Le pont permet de relier Honda au corregimiento Puerto Bogotá qui dépend de Guaduas (Cundinamarca). Au début de son utilisation, il fallait payer un péage qui était perçu par Pascasio Medina à Honda et par Lucio Rodríguez dans le Cundinamarca. Le montant du péage, dont le prix était déterminé en fonction de la charge, était payé en cuartillos (es).

### Protection
Le pont Navarro acquiert le statut de monument national via la décret no 936 du 10 mai 1994,.

## Caractéristiques
Le pont, qui est de type cantilever, a une structure en acier et en fer. Il est long de 167,65 mètres. Le tablier, large de 5,20 mètres, est placé à 18,30 mètres au-dessus du río Magdalena.